# Данже, Брэдли
Брадли́ Данже́ (фр. Bradley Danger; род. 29 января 1998 года, Мон-Сен-Эньян, Франция) — французский футболист, играющий на позиции защитника. Ныне выступает за французский клуб «Ред Стар».

## Клубная карьера
Данже является воспитанником французского клуба «Дудевилль», в котором он начал заниматься и тренировался первые семь лет. В 13 лет перешёл в академию «Гавра», которую окончил в 2015 году. С сезона 2015/2016 — игрок второй команды. Дебютировал за неё 22 августа 2015 года в поединке против «Сент-Женевьев». Всего в дебютном сезоне сыграл 11 встреч. Изредка привлекается к тренировкам с основной командой.

## Карьера в сборной
Играл в юношеских сборных Франции различных возрастов. Стал чемпионом Европы среди юношей до 17 лет в 2015 году, был запасным игроком, выходил на поле один раз, в поединке против сверстников из Греции. В таком же статусе находился и на чемпионате мира 2015 года среди юношеских команд.

## Достижения
Международные
- Победитель чемпионата Европы (до 17 лет) (1): 2015